# Clean House
Clean House ("Tira y ordena" en España; "Cada cosa en su lugar" en Hispanoamérica) es un programa de televisión, transmitido desde el 3 de septiembre de 2003. Se han emitido 10 temporadas en Red Style. Narrados por Tempestt Bledsoe y anteriormente presentado por Niecy Nash, el espectáculo lleva un grupo de cuatro personas de limpieza y renovación a las casas de las familias para limpiar el desorden que tengan.
En 2010, Niecy Nash anunció que se retiraría de la serie; sin embargo, la serie seguiría adelante sin ella. Su último episodio salió al aire el 1 de diciembre de 2010. Ese mismo mes, Red Style confirmó que el exmiembro del elenco del Cosby Show, Tempestt Bledsoe, será la anfitriona. Su primer episodio salió al aire el 26 de enero de 2011.

## Estructura
Cada episodio comienza con una breve introducción de los temas del episodio. Cada miembro de la familia lleva a Matt Iseman, Joel Steingold y el diseñador Didi Snyder a conocer la casa, para enseñarles donde hay desorden y que ellos piensen lo que pueden hacer.